# 法西斯國際
法西斯國際（英語：Fascist International）是一個擬議非正式國際組織，該構想主要源自於1934年的國際法西斯大會（又稱蒙特勒法西斯會議）。國際法西斯大會在1934年12月16日—17日的瑞士蒙特勒舉行，是由歐洲多個法西斯組織及政權代表舉行的會議。會議由羅馬共同行動委員會主持。

## 歷史
羅馬共同行動委員會於1933年7月正式成立，主要目標為培養世界上所有法西斯政黨之間的聯盟，是效仿蘇聯共產國際的方式，意圖成立法西斯國際。1934年4月，該委員會已確定了39個國家的法西斯運動，其中包括除南斯拉夫以外的所有歐洲國家，以及美國、加拿大、南非、亞洲五個國家和拉丁美洲六個國家。第二次世界會議也於1935年4月在蒙特勒舉行。1939年羅馬共同行動委員會解散，也宣告了該議會的終結。

## 會議與成員
第一屆世界會議於1934年12月16日在蒙特勒召開。來自歐洲13個法西斯國家及組織的參與，包括羅馬尼亞鐵衛隊的揚·莫薩、挪威全国集会党的維德孔·吉斯林、希臘國家社會黨的喬治·S·梅爾庫里斯、西班牙長槍黨的埃內斯托·吉梅內斯·卡瓦列羅、愛爾蘭藍衫黨的歐因·奧達菲、法國法西斯運動的馬塞爾·布卡德、 來自立陶宛的立陶宛民族主義聯盟、葡萄牙國民聯盟的代表，由安東尼奧·埃薩·德·奎羅斯領導。以及來自奧地利、比利時、丹麥、荷蘭和瑞士的各國代表。

然而，作為主要成員國的納粹德國卻缺席第一屆會議。據推測，主要原因可能是因為奧地利法西斯總理恩格爾伯特·陶爾斐斯被納粹特工暗殺以及由此引發的德國和意大利之間的外交危機影響，故德國尚未出席第一屆會議。